# Museo Etnográfico de Cantabria
El Museo Etnográfico de Cantabria (Metcán) se encuentra en la localidad de Muriedas (Cantabria, España). Fue inaugurado el 12 de octubre de 1966 y se halla ubicado en la casa natal del héroe de la guerra de la Independencia Española, el capitán de artillería Pedro Velarde (1779-1808), por lo que, además de presentar objetos de etnología cántabra, cuenta con una sección histórica monográfica dedicada a dicho personaje.
En 2016, con motivo de su 50 aniversario, se celebraron pequeños acontecimientos conmemorativos.

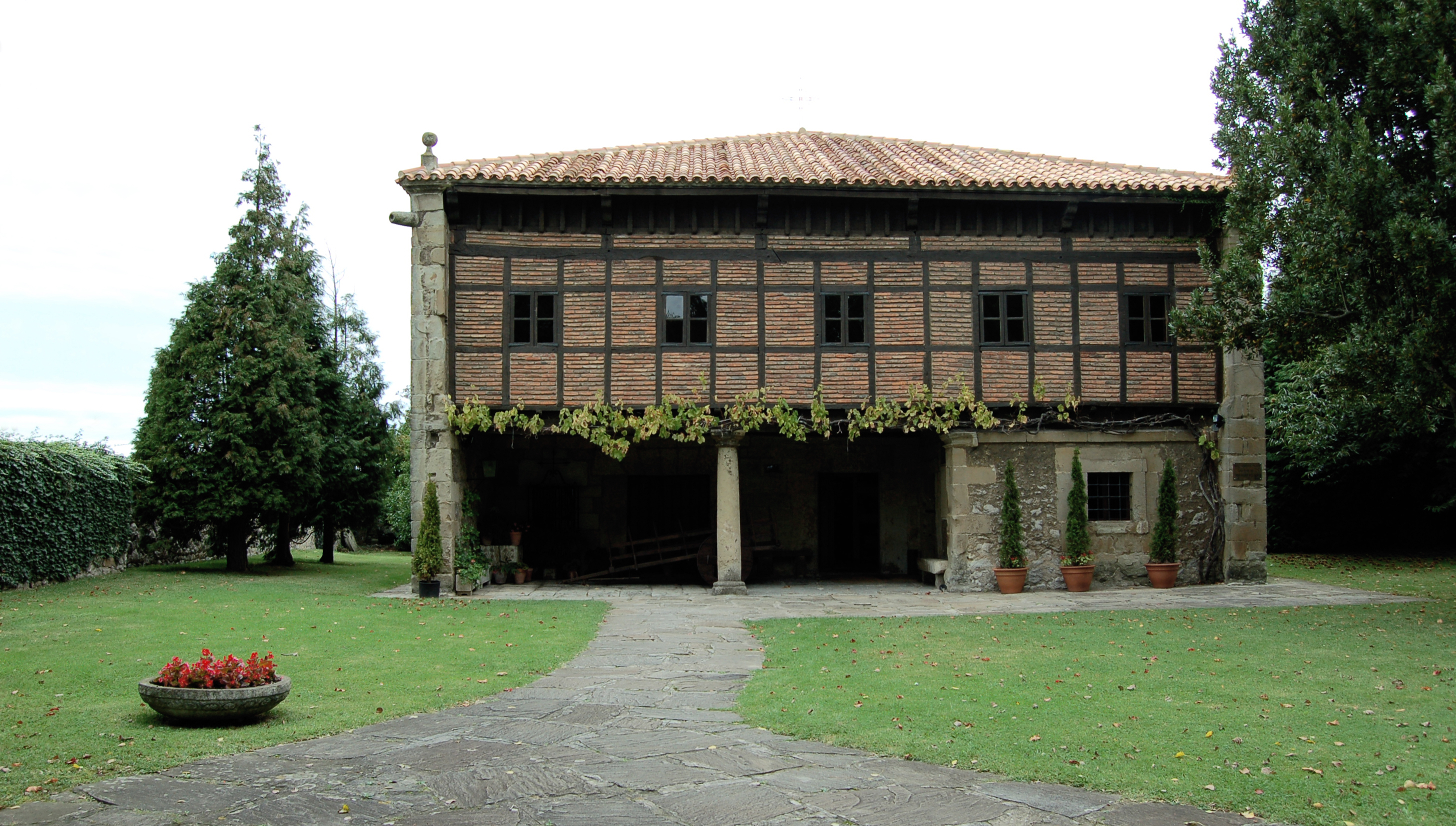
Museo Etnográfico de Cantabria